# Dubbelmordet i Långared 2011
Dubbelmordet i Långared begicks den 19 oktober 2011 i Långared utanför Alingsås, då Inger och Torgny Antby, ett äldre par, mördades på sin gård på ett brutalt sätt.

## Mordet
Mordet begicks av två polska hantverkare, 34 och 40 år gamla, som inte hade någon relation till paret Antby, men som tog med sig parets kassaskåp. Tidigt på morgonen den 19 oktober, när Torgny Antby gick ut till sin ladugård för att sköta om sina kor, kom männen fram och slog ner lantbrukaren med ett järnrör. De tog sig sedan in i huset, där de från tidigare spaning visste att det fanns ett kassaskåp. Under försöken att forcera det låsta kassaskåpet vaknade lantbrukarens hustru som låg och sov på övervåningen. Kvinnan bands med buntband, tejpades och kvävdes till döds. Då de inte lyckades öppna kassaskåpet tog rånarna med sig det för att försöka öppna det på annan plats.

## Rättsprocessen
Efter morden tog sig de två männen till Polen, där de greps i mitten av november 2011 i Gdansk. De utlämnades senare, och dömdes i juni 2012 mot sitt nekande för bägge morden till livstids fängelse. Domen överklagades till hovrätten som dömde bägge männen för mordet på Inger Antby, men inte fann det styrkt att båda varit delaktiga i mordet på Torgny Antby, och därför sänktes straffet till 15 års fängelse. Domen överklagades till Högsta domstolen, som dock meddelade i november 2012 att den inte beviljade prövningstillstånd, och därmed fastställde hovrättens dom.

## Efterspel
År 2019 gav en av det mördade parets döttrar, Iréne Antby, ut en bok När tillvaron brister, i vilken hon beskriver sina tankar och upplevelser under sin sorgeprocess efter att ha förlorat sina föräldrar.